# Takaaki Nakagami

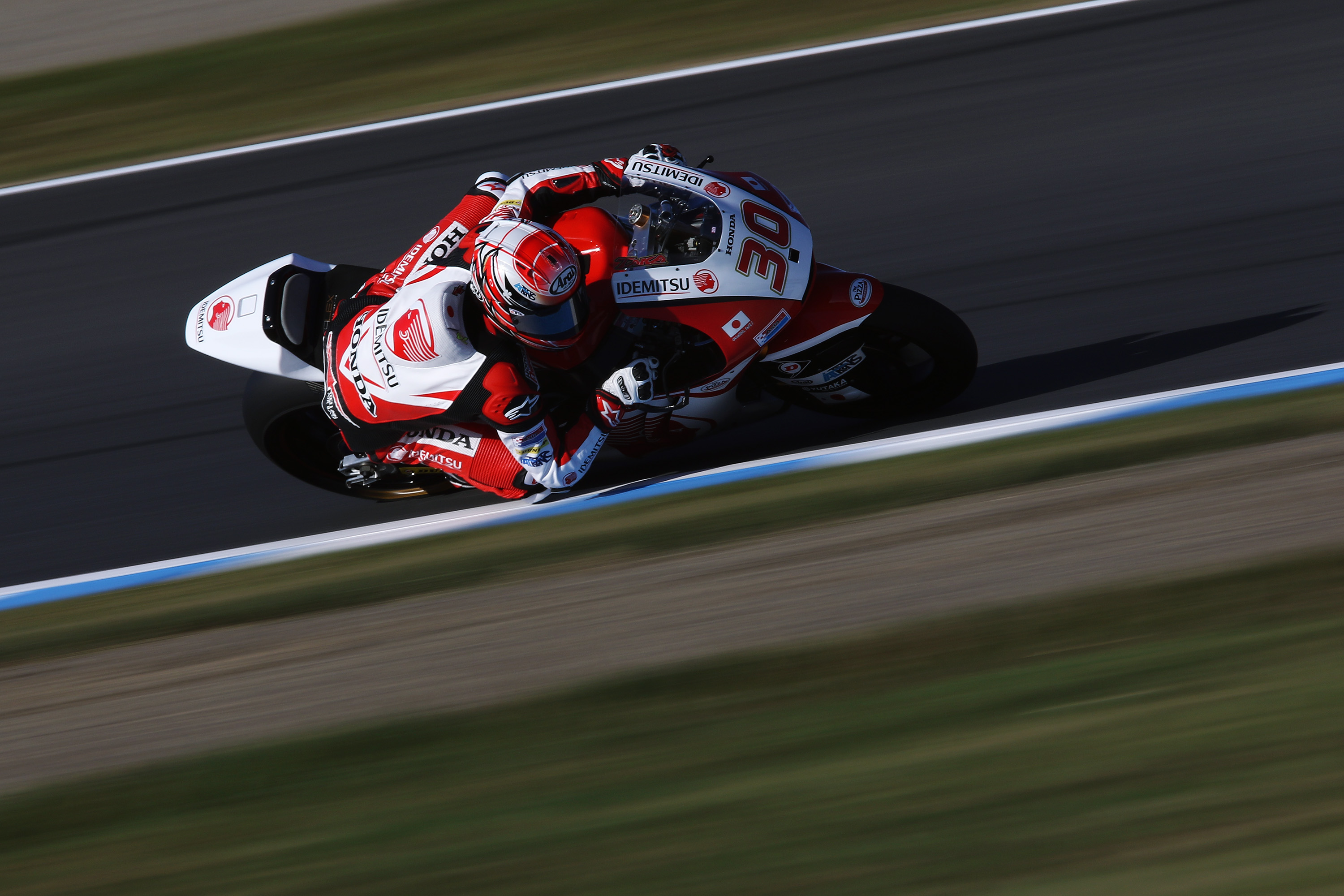
Nakagami, Japans GP 2016.

Takaaki Nakagami, född 9 februari 1992 i Chiba, är en japansk roadracingförare som kör Grand Prix Roadracing sedan 2007 och där i MotoGP-klassen sedan 2018. Han körde i Moto2 från 2012 till 2017.

## Racingkarriär
Nakagami blev japansk mästare i 125-klassen 2006. 2007 körde han i spanska öppna mästerskapen och gjorde VM-debut i Valencias Grand Prix. 2008 och 2009 körde han VM i 125GP-klassen på en Aprilia, men återvände sedan till Japan. Han blev japansk mästare i Moto2 säsongen 2011 och fick kontrakt med Italtrans för att köra deras Kalex-maskin i Moto2-klassen i Roadracing-VM 2012. Nakagami tog 56 poäng och blev 15:e i VM. Han fortsatte i samma team och klass säsongen 2013 och tog fyra andraplatser och en tredjeplats. Ett nyckelbensbrott och sviktande form på slutet av säsongen gav honom dock inte högre position än åttonde i VM-tabellen. Roadracing-VM 2014 bytte Nakagami stall till Idemitsu Honda Team Asia, som använde motorcyklar från Kalex. Säsongen blev misslyckad för Nakagami med 22:a plats i VM. Han fortsatte för samma team 2015 och började köra bättre igen. Han blev åtta i VM med en tredjeplats som bästa resultat. Nakagami fortsatte hos samma team även 2016. Han vann sitt första Grand Prix - TT Assen - den 26 juni 2016. Det var den första japanska segern i någon Grand Prix-klass sedan 2010. Han tog även tre tredjeplatser 2016 och kom på sjätte plats i VM. Nakagami fortsatte i samma team i Moto2 2017. Största framgången var segern i Storbritanniens GP. Nakagami kom på sjunde plats i VM med 137 poäng.

### MotoGP
Till Roadracing-VM 2018 fick Nakagami kontrakt på att köra en Honda i kungaklassen MotoGP när LCR Honda utökade till två förare. Nakagami gjorde en habil första säsong och slutade på 20.e plats i VM och som trea bland nykomlingarna i klassen. Nakagami fortsätter hos LCR Honda 2019.

### VM-säsonger
| Säsong  | Klass                              | VM- plac.                          | Poäng                              | 1/2/3- plac.                       | Starter                            | Motorcykel                         | Team                               | Startnr                            |                                    |
| ------- | ---------------------------------- | ---------------------------------- | ---------------------------------- | ---------------------------------- | ---------------------------------- | ---------------------------------- | ---------------------------------- | ---------------------------------- | ---------------------------------- |
| 2007    | 125GP                              | -                                  | 0                                  | - / - / -                          | 1                                  | Honda                              | Red Bull MotoGP Academy            | 98                                 |                                    |
| 2008    | 125GP                              | 24                                 | 12                                 | - / - / -                          | 17                                 | Aprilia                            | I.C. Team                          | 73                                 |                                    |
| 2009    | 125GP                              | 16                                 | 43                                 | - / - / -                          | 16                                 | Aprilia                            | Ongetta Team I.S.P.A.              | 73                                 |                                    |
| 2010-11 | Deltog ej i något världsmästerskap | Deltog ej i något världsmästerskap | Deltog ej i något världsmästerskap | Deltog ej i något världsmästerskap | Deltog ej i något världsmästerskap | Deltog ej i något världsmästerskap | Deltog ej i något världsmästerskap | Deltog ej i något världsmästerskap | Deltog ej i något världsmästerskap |
| 2012    | Moto2                              | 15                                 | 57                                 | - / - / -                          | 17                                 | Kalex                              | Italtrans Racing Team              | 30                                 |                                    |
| 2013    | Moto2                              | 8                                  | 149                                | - / 4 / 1                          | 16                                 | Kalex                              | Italtrans Racing Team              | 30                                 |                                    |
| 2014    | Moto2                              | 22                                 | 34                                 | - / - / -                          | 18                                 | Kalex                              | Idemitsu Honda Team Asia           | 30                                 |                                    |
| 2015    | Moto2                              | 8                                  | 100                                | - / - / 1                          | 18                                 | Kalex                              | Idemitsu Honda Team Asia           | 30                                 |                                    |
| 2016    | Moto2                              | 6                                  | 169                                | 1 / - / 3                          | 18                                 | Kalex                              | Idemitsu Honda Team Asia           | 30                                 |                                    |
| 2017    | Moto2                              | 7                                  | 137                                | 1 / - / 3                          | 18                                 | Kalex                              | Idemitsu Honda Team Asia           | 30                                 |                                    |
| 2018    | MotoGP                             | 20                                 | 33                                 | - / - / -                          | 18                                 | Honda                              | LCR Honda Idemitsu                 | 30                                 |                                    |
| 2019    | MotoGP                             | 13                                 | 74                                 | - / - / -                          | 16                                 | Honda                              | LCR Honda Idemitsu                 | 30                                 |                                    |
| 2020    | MotoGP                             |                                    |                                    |                                    |                                    | Honda                              | LCR Honda Idemitsu                 | 30                                 |                                    |

## Framskjutna placeringar
Uppdaterad till 2018-12-31.
| Nr | Grand Prix     | År   |
| -- | -------------- | ---- |
| 1  | TT Assen       | 2016 |
| 2  | Storbritannien | 2017 |

| Nr | Grand Prix     | År   |
| -- | -------------- | ---- |
| 1  | Indianapolis   | 2013 |
| 2  | Tjeckien       | 2013 |
| 3  | Storbritannien | 2013 |
| 4  | San Marino     | 2013 |

| Nr | Grand Prix     | År   |
| -- | -------------- | ---- |
| 1  | Qatar          | 2013 |
| 2  | San Marino     | 2015 |
| 3  | Katalonien     | 2016 |
| 4  | Storbritannien | 2016 |
| 5  | San Marino     | 2016 |
| 6  | Qatar          | 2017 |
| 7  | Amerika        | 2017 |
| 8  | TT Assen       | 2017 |